# Celama eupithecialis
Celama eupithecialis är en fjärilsart som beskrevs av Debauche 1942. Celama eupithecialis ingår i släktet Celama och familjen trågspinnare. Inga underarter finns listade i Catalogue of Life.